# Tổng Lãnh sự quán Pháp tại Thành phố Hồ Chí Minh
Tổng Lãnh sự quán Pháp tại Thành phố Hồ Chí Minh (tiếng Pháp: Consulat Général de France à Ho Chi Minh Ville hoặc (la) résidence de France là cơ quan đại diện ngoại giao của Pháp tại Việt Nam. Tọa lạc tại Thành phố Hồ Chí Minh (tiền thân là Sài Gòn), trước đây từng là nơi ở chính thức của các nhà lãnh đạo thực dân Pháp thời thuộc địa (1872–1945), nhà của Cao ủy Pháp (1945–1954) và Đại sứ quán tại Việt Nam Cộng hòa (1954–1965, 1973–1975). Lãnh sự quán này chính thức mở cửa vào năm 2003. Tòa nhà gây sự chú ý nhờ kiến trúc và hiện vật lịch sử.

## Lịch sử và kiến trúc
Tòa nhà lãnh sự quán hiện tại ban đầu được toán kỹ sư của Hải quân Pháp xây dựng vào năm 1872 ở trung tâm lịch sử của thành phố và sau đó được công nhận là một trong những tòa nhà chính của thời kỳ thuộc địa. Ban đầu nó đóng vai trò là nơi ở chính thức của Thống đốc Nam Kỳ và sau đó là nhiều nhà lãnh đạo quân sự cấp cao trong cùng khu vực, dẫn đến việc tòa nhà có biệt danh thay thế là (la) résidence de France.
Trong Chiến tranh Đông Dương lần thứ nhất, Cao ủy Pháp đã cư trú tại đây từ năm 1945 đến năm 1954. Sau khi Việt Nam bị chia cắt sau Hội nghị Genève năm 1954, khu đất này trở thành Đại sứ quán tại Việt Nam Cộng hòa. Mối quan hệ giữa hai nước trở nên rạn nứt do việc Pháp công nhận Việt Nam Dân chủ Cộng hòa và các cáo buộc khác ủng hộ lực lượng cộng sản như một phần của chính sách hòa giải, dẫn đến một loạt cuộc biểu tình của sinh viên tại đại sứ quán trong suốt mùa thu năm 1963. Khi mối quan hệ trở nên tồi tệ, một cuộc biểu tình khác xảy ra vào tháng 7 năm 1964 và có sự tham gia của 200 sinh viên biểu tình kéo tới đập phá đồ đạc và trang thiết bị. Sau cùng, vào năm 1965, Nguyễn Cao Kỳ đã đình chỉ quan hệ và trục xuất đại sứ quán, mặc dù mối quan hệ vẫn được duy trì ở cấp lãnh sự quán. Mối quan hệ giữa hai bên chỉ được khôi phục vào năm 1973, và một đại sứ mới được công nhận và đến cư trú tại Sài Gòn. Sau khi Sài Gòn thất thủ ngày 30 tháng 4 năm 1975, đại sứ quán Pháp có vẻ như là cơ quan đại diện duy nhất ở Sài Gòn được phép tiếp tục hoạt động bán bình thường, thậm chí còn tổ chức lễ kỷ niệm Ngày Bastille; nhưng đã phải đóng cửa vào cuối năm đó.
Cuối cùng, cơ sở này đã được nước Pháp khôi phục vào năm 2000 (lần cải tạo thứ hai sau lần đầu tiên vào năm 1959) và lãnh sự quán được mở vào năm 2003. Là một phần của chương trình Ngày Di sản châu Âu, lãnh sự quán hàng năm tổ chức các chuyến tham quan cho công chúng; trong một bài báo năm 2019, Tuổi Trẻ đã lưu ý đến vị trí quan trọng của lãnh sự quán như một ví dụ về kiến trúc thuộc địa Pháp, "đồ cổ và tranh vẽ quý hiếm" của Việt Nam thế kỷ 19-20 được quản lý bên trong, và ý nghĩa thực vật của khuôn viên lãnh sự quán, vốn là công viên tư nhân lớn nhất thành phố.